# 張玭
張玭（1512年—1565年），字席玉，號永石，山西石州（今呂梁市離石區）人。明朝政治人物。

## 生平
嘉靖十三年（1534年）甲午科山西鄉試第二十六名舉人，十四年（1535年）联捷乙未科進士，初授大名府清豐縣知縣，升兵部主事、郎中，出爲直隸永平府知府。二十九年二月升陕西按察司副使，累陞河南按察使，三十八年三月以都察院右僉都御史，巡撫順天。四十年九月左遷布政使司參議，升湖廣副使，四十二年十二月陞大理寺右少卿，四十三年三月轉左少卿，八月升順天府府尹，十二月升南京戶部右侍郎，四十四年八月改任工部右侍郎，十月卒。

## 家族
曾祖张大全。祖父张让。父张文紳，封監察御史，贈大理寺左少卿。嫡母康氏，加贈恭人；继母馮氏，封孺人；生母崔氏。慈侍下。兄張珩，大理寺左少卿。